# Художествена фотография
Една фотографска снимка може да бъде истинско художествено произведение на изкуството когато се предават настроения, когато се подчертават характери или се изобразяват картини от природата и човешкия живот със силен заряд доставящи естетическа наслада на зрителя. Възприемането е много индивидуално, защото всеки от нас има изградени критерии за художественост, определени от възпитанието, образованието и определени обществени и социални позиции. Въпреки това естетическите качества на един фотопродукт, неговото възпитаващо въздействие и познавателна стойност е огромно, а когато това е направено с вкус и със спазване на основните правила за композиция и пропорция, фотографията е изкуство с висока художествена стойност.

## Същност на художествената фотография
Художествената фотография се отличава от другите видове фотографии по начина на пресъздаване на действителността, където не се търси конкретното обективно отразяване, а внушаване чрез картината на определен художествен замисъл. Постига се чрез използването на разнообразни технически средства, композиция и тоналност на картината и прилагането на изобразителен език посредством фотографски методи необичайни за другите жанрове на фотографията.
Първоначално в художествената фотография е прието фотокартината да се доближава до живописта като я имитира. Затова не само са възприети принципите и композицията на живописта, но фотографите чрез механична обработка (посредством четки и стъргалки) са се старали фотографските снимки да наподобяват графични или маслени художествени творби. Използването на т.нар. благородни процеси като броммасло, гумидрук, хромирана гума, пигмент, са технически методи целящи доближаването на фотокартината до тази от живописта. От 20-те години на ХХ век тази тенденция се замества с други чисто фотографски методи и техники за изобразяване. Прилагат се способи за обработка на фотографските филми и хартия, с което се постигат определени художествени резултати – фотобалереф, соларизация, нисък и висок ключ и др.
И въпреки че по същността при създаване на една фотокартина, художествената фотография е най-близо до живописта, то разликите между тези два вида изкуство е, че тази фотография притежава документална точност, независимо от изобразителните средства и техники. Принципите на художествената фотография най-широко се прилагат в портретната фотография, репортажната фотография, архитектурната фотография, актовата фотография, натюрморта или специално подготвени естетично въздействащи фотокартини.

## Административна основа
Художествената фотография официално е призната от държавата за изкуство и с в.„Известия“ бр.62/02.08.1957 г. се разрешава практикуването ѝ. Лицата практикуващи тази свободна дейност придобиват званието „фотограф-художник“. Изкуството не се създава с административни актове, но държавното признание на съществуването на художествената фотография, както и узаконяване дейността на лицата придобили правото да се наричат и да защитават пред обществато званието „фограф-художник“, дава сериозен тласък за развитието на фотографното изкуство.

## Изобразителни особености
Художествената фотография пресъздава триизмерни обекти върху двуизмерна плоскост. Представата за третото измерение се получава чрез светлини и сенки в тоналната гама на сивото и черното, или съответно в цветна тонална гама, добре подчертаваща перспективата. Това се постига и чрез правилно композиране на фотокартината от художник-фотографа така, както постъпва и един художник-живописец или портретист преди да създаде картината си. Въпреки това между фотографния и художествения графичен образ има съществени различия, поради изключителната обективност на обектива на фотоапарата. Той запечатва в подробности дори това, което на пръв поглед не ни прави впечатление или пренебрегваме като несъществено. В това е голямото предимство на фотографската художествена картина – авторът предава един реалистичен образ, лишен от субективното виждане на художника, но затова предаван чрез тоналните гами на различните фотографски методи и композицията на картината, е възможно силно да се подчертаят или заличат несъществените и излишни подробности. Най-важното е, че фотографа заснема реални, действителни събития, независимо от приложените специфични похвати на изразните средства на образния език. Колкото по-голяма хармония има между художественото съдържание и приетата художествена форма, толкова по-силно това единство ще се прояви като въздействие върху зрителя на фотографската художествена картина.

## Фотографска композиция
Въпросите на художествената форма се разглеждат и решават от фотографната композиция. Тя е свързването на отделните елементи в рамките на една картина, за да се получи един завършен цялостен художествен образ. Нейната основна цел е да се подчертае сюжетния, смисловия и зрителния център на картината и вниманието на зрителя да бъде привлечено и приковано именно от тези особености. Така композицията увеличава въздействието на художествения продукт върху зрителя, засилвайки взаимовръзката между съдържанието и художествената форма на картината.

### Основни принципи
В художествената фотография са приети трите принципа на живописта – единство, яснота и простота.
- Единството налага в зрителния и смисловия център на картината да се помести главното така разположено с приетите пропорции, че да въздейства най-добре на зрителя. Маловажните части са разположени така, че да се подчиняват и допълват главното, което доминира. Емоционалното въздействие ще бъде значително по-слабо, ако се отразяват две или повече събития.
- Яснотата е принцип, който се отнася до образния език на автора, така че основния замисъл да се възприеме лесно от зрителя. В творческата дейност на фотографа няма шаблон. Той се насочва към използването на такива фотографски методи, и използване на такава линейна и тонална композиция, че художествената картина най-силно да въздейства на зрителя за конкретния сюжет. Затова се казва, че яснотата в художествената картина не е техническо понятие за снимане и обработка на фотоматериалите, а индивидуален творчески процес.
- Простотата на композицията е естетичен принцип, произтичащ от първите два. При прилагането на принципите може да се постигне красиво съчетание на линии, светлини и сенки и дълбочина в перспективата, което прави фотокартината лесна за възприемане и разбиране. За да се подчертаят горните елементи на картината, се използват по-големи тонални плоскости, подходящо съчетани петна за просто и лесно възприемане на фигурите и линиите. По такъв начин изразената в художествената фотокартина динамика или спокойствие и уравновесеност, въздействат силно чрез цялостно изградените образи.

### Създаване на художествения образ
Авторът на една художествена картина трябва от многообразието от образи да избере онези, които стройно да подреди като организирани елементи в една композирана от него картина. Това се постига чрез изразните средства на фотографията – линейно, светлинно и тонално оформяне на снимката, както и чрез използване на различни фотографски техники на заснемане. Обектът на заснемане може да се създаде от автора. Такива са натюрмортите, портретите или други елементи от една композиция, които по волята на автора може да се разположат във въздействащо място на кадъра. Има сюжети, когато това е невъзможно – пейзажните снимки, снимки от репортажната, архитектурната или спортната фотография.

#### Фотографски техники
- Отсичане на художествения образ чрез фотокадъра. Като се знае темата и сюжета, отсичането е процес, при който трябва да се реши какво да влезе в кадъра и как да се разположат обектът или обектите.
- Избор на гледна точка. Един и същ фотографиран обект може да изглежда по различен начин в зависимост от гледната точка при фотографиране. Нейният избор трябва да е такъв, че да внушава онова, което е искал да постигне автора – може да представи обекта внушителен или обратното да омаловажи вида на респектиращ обект. Може с ниска или висока гледна точка да постигне карикатурен вид на обекта (особено на хора). Поради линейната перспектива е възможно разположените по-далече еднакви обекти с тези от близкия план, да изглеждат по-малки и този похват се използва широко във фотографията. По принцип високата гледна точка се използва в пейзажната фотография за създаване на панорамна картина, а ниската се използва, когато се акцентира върху нещо, намиращо се на преден план. Последният похват се използва често в спортната фотография, като с него се подчертава полета на човешкото тяло.
- Зрителен център. Това е онзи участък от снимката, който поради силно акцентирани светлинни петна или силно изразен преден план, привлича погледа на зрителя.
- Смислов център. Това е мястото, в което е съсредоточено действието, настроението или силата на въздействие на фотокартината чрез смисловото си съдържание. В смисловия център е отразена идеята на автора и в него е силата на въздействието на художествената картина. Най-добри резултати се постигат, когато при композирането се постигне възможността зрителния и смисловия център на художествената картина да съвпаднат.

#### Формат и размери на фотоснимките
За форма̀та в художествената фотография е прието „правилото за златното сечение“, като съотношение на страните на една картина са 2 към 3. Това правило е прилагано още от античността и е придобило смисъла на закон в изкуствата. Затова в образното поле на една фотоснимка обекта така трябва да се разположи, че неговите основни линии – хоризонтални и вертикални, да подсилват усещането за тази пропорция. Това определя значението на формата, който макар и спомагателно средство при композирането на фотокартината, подчертава и засилва основното и е един съществен композиционен елемент.
- Хоризонтален формат се използва при заснемането на полски пейзаж, панорамен планински или градски пейзаж.
- Вертикален формат се използва предимо при близки планове, портретна фотография, архитектурна фотография или при заснемането на планински и полски пейзажи, подчертаващи височината на обекта. Така при обектите с преобладаващи отвесни линии, този формат подчертава още повече характера на тези линии и фотокартината е по-изразителна.
- Квадратният формат на фотокартината е удобен когато в сюжета няма преобладаващи вертикални или хоризонтални линии.
- Увеличаването на рамката извън приетото „златно сечение“ е възможно, когато трябва да се предаде хоризонталното или вертикалното развитие на линиите. Това се използва в панорамната фотография или при предаването на монументалността на заснетия обект.

Размерът на фотокартината се определя от предназначението ѝ за показване и ползване. Албумния размер 6х9 cm не е за предпочитане пред по-големите по размер фотоси. Често пъти по-големия размер увеличава въздействието върху зрителя в сравнение със същия, но малък размер на фотокартината. Това не може да расте безгранично, тъй като трябва да се съобразят разстоянието за наблюдение и ползване на фотоснимката, и размерите на филмовия кадър или броят на пикселите в електронната матрица. Прекаленото увеличение (например над 50х60 или 70х100 cm), може да влоши качеството на фотокартината поради влошена тонална градация, както и поради ниска острота на негатива и загубата на съществени подробности. Поради това за фотокартина с по-големи размери се използват фотографски филми с формат 6х6, 6х9, 9х12 cm или по-големи, както и кадри заснети с цифров фотоапарат със сензорна матрица поне с 20 Mpx.

#### Перспективата като изобразително средство
Перспективата е средство, посредством което се създава илюзия за дълбочина в двумерното пространство на едно художествено произведение. В резултат на геометричното изображение на обектите в снимката има линейна перспектива. В зависимост от атмосферните условия – мъгла, прах или пушеци също се подсилва усещането за дълбочина и тази перспектива се нарича въздушна перспектива. От техническа гледна точка линейната перспектива се влияе от избора на обектива, а въздушната може да се усили или намали с употребата на филтри. Така например в черно-бялата фотография въздушната перспектива може да се смекчи при пейзажни снимки чрез оранжев или червен филтър и да се засили чрез използването на син филтър.
Широкоъгълните обективи засилват перспективата, поради видимата разлика в мащаба на изобразените елементи в близък и по-далечен план. Затова се използват при снимането на вътрешни снимки – колкото обектива е по-късофокусен, толкова по-големи и просторни изглеждат фотографираните помещения. В пейзажната фотография чрез тях се подчертава пространството, дори необятността на снимания обект. В същото време групови портрети или такива на деца са нереални – техния преден план е несъразмерно увеличен спрямо дребно предадения фон отзад.
Дългофокусните обективи изобразяват фотографираните обекти с приблизително еднакви размери. Така разстоянието в дълбочна се приема за по-късо, а пространството за по-малко, т.е. може да се каже, че пространството се „свива“, „скъсява“. Обективи със средно дългофокусно разстояние изобразяват перспективата приятно и затова такива подходящи обективи се използват в портетната фотография, когато направения портрет е без деформации.
Линейната перспектива се губи и предният и задният план се изравняват при дългофокусните обективи (500 mm и 1000 mm). Изображението е плоско и изглежда като залепено върху някакъв фон. Тук обемът на обектите, разположени в дълбочина, се губи и се получава едно изображение – плакат, което понякога също е цел във фотографията. Това особено се използва в цветната фотография, когато малките зрителни ъгли на дългофокусния обектив създават изчистени от подробности художествени произведения.

## Международна организация на фотографите
Международната федерация за фотографско изкуство – ФИАП, обединява Съюзите на фотографите на повече от 50 страни. ФИАП е утвърдена като международна от ЮНЕСКО. Така световните тенденции във фотографското изкуство стават достояние и се утвърждават с провежданите международни салони и конкурси по художествена фотография за високо художествено майсторство. Международната организация присъжда следните звания:
- АФИАП (артист на ФИАП) се присъжда на автори фотографи, които повече от пет години със снимките си, техниката и високохудожествените си произведения са участвали успешно в национални и международни изложби.
- Званието ЕФИАП (отличие на ФИАП) се присъжда на творци, които вече притежават званието АФИАП и с богатството си от високохудожествени произведения са придобили световна известност от участията в международни изложби.
- ЕСФИАП е звание, присъждано на лица с големи заслуги към фотографията.
- ХонЕФИАП е най-високото почетно звание на Международната федерация за фотографско изкуство.

## Изтъкнати български фотограф-художници
- Георги Ст. Георгиев (1881 – 1956)
- Бончо Карастоянов (1899 – 1962)
- Пенчо Балкански (1908 – 1986), АФИАП
- Владимир Димчев (1899 – 1979), ХонЕФИАП (най-високото отличие на Международната федерация по фотоизкуство)
- Николай Попов (1914 – 1973), EFIAP
- Димитър Сибирски (1927 – 1972), АФИАП, ЕФИАП
- Асен Кемилев
- Радослав Парушев, АФИАП
- Лоте Михайлова, АФИАП
- Константин Халачев
- Йордан Йорданов, АФИАП
- Петър Абаджиев, ф.х
- Деяна Стаматова, АФИАП
- Петра Атанасова
- Зафер Галибов
- Живко Арабов, ф.х.
- Иво Хаджимишев, ф.х
- Станка Цонкова, ф.х
- Панайот Бърнев, ф.х
- Генчо Петков, ф.х. EFIAP, Hon APB
- Стела Радева
- Валентин Киров, АФИАП
- Тихомир Пенов, ф.х.
- Ивайло Сакелариев
- Божидар Карастоянов (1903 – 1956)
- Таня Маркова ФИАП